# Trichodactylus borellianus
Trichodactylus borellianus är en kräftdjursart som beskrevs av Giuseppe Nobili 1896. Trichodactylus borellianus ingår i släktet Trichodactylus och familjen Trichodactylidae. IUCN kategoriserar arten globalt som livskraftig. Inga underarter finns listade i Catalogue of Life.